# Días memorables
Días memorables (en inglés: Specimen Days) es una novela del 2005 del escritor norteamericano Michael Cunningham. Cada una de sus tres historias describe tres personajes centrales, semi-consistentes: un niño, un hombre y una mujer. La poesía de Walt Whitman es también un común denominador en cada una de las tres historias.

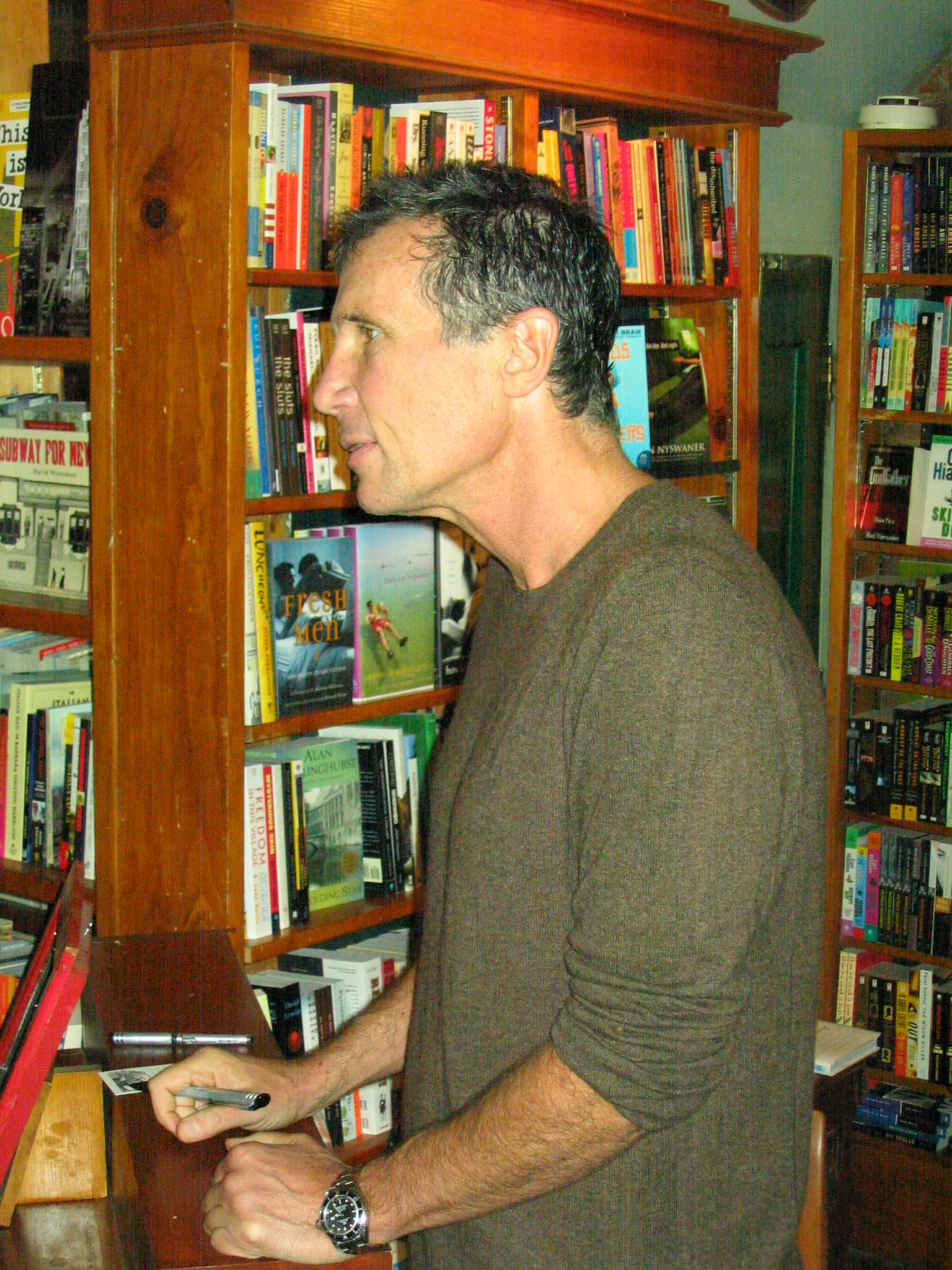
Michael Cunningham

Los derechos para convertirla en un filme han sido adquiridos por el productor norteamericano Scott Rudin quien convirtió la novela previa de Cunningham, Las Horas en una película ganadora del Oscar.

## Premisa
La novela está dividida en lo que son esencialmente tres historias cortas discretas, unificadas por denominadores comunes tales como nombres de los personajes y tipos, localización (Nueva York), temas (tales como la humanidad compartida), y la presencia de Walt Whitman (ya sea por su presencia física real, citas de sus trabajos vía el narrados o personajes, o el espíritu de sus ideas expresadas a través del narrador o personaje).
La primera historia corta, 'In the Machine,' es una historia de fantasmas. 'In the Machine' se ubica en Nueva York durante la revolución industrial, mientras los seres humanos se enfrentan a las realidades alienantes de la nueva era de las máquinas.
Los personajes principales son Lucas (un niño desfigurado), Catherine (una joven que se debía casar con el hermano mayor de Lucas) y Simon (el hermano recientemente muerto de Lucas).
La segunda historia corta, 'The Children's Crusade,' es una novela negra de suspenso. La historia está ubicada en los primeros años del siglo veintiuno en la ciudad de Nueva York. La historia juega con las convenciones de la novela negra mientras sigue la búsqueda de una banda terrorista que está detonando bombas, al parecer al azar, alrededor de la ciudad.
Los personajes principales incluyen a Cat (una mujer afrodescendiente en el departamento de policía de Nueva York), Simon (el novio empresario de Cat) y Luke (un niño terrorista).
La tercera historia corta, 'Like Beauty,' es ciencia ficción futurística. La historia toma lugar en Nueva York 150 años en el futuro. En la historia, la ciudad de Nueva York está saturada con refugiados del primer planeta habitado que fue contactado por la gente de la Tierra.
Los personajes principales incluyen a Simon (un cyborg adulto), Catareen (una reptil alienígena viviendo como refugiada en la Tierra y a Luke (un niño abandonado).

## Resumen del argumento

### 'In the Machine'
In the Machine, ubicada en la segunda mitad del siglo XIX, comienza con el recuento de un sepelio. Simon, un joven trabajando en una fábrica fue accidentalmente tragado en una máquina que lo aplastó.
Debido a la pobreza presente en las clases bajas durante la revolución industrial, la familia de Simon envía a Lucas, el hermano desfigurado de Simon, a trabajar en la fábrica en lugar de Simon.
Lucas tiene una extraña aflicción en la que intermitente e incontrolablemente libera frases de 'Hojas de hierba' de Walt Whitman (el libro favorito de Lucas). Walt Whitman fue un contemporáneo del tiempo y Lucas lo encuentra durante el transcurso de la historia. Lucas está preocupado que Simon se convierta en un fantasma y habite no sólo en la máquina que lo mató sino en todas las máquinas que se están volviendo cosa común en la ciudad y como resultado de la revolución industrial.
Esta preocupación lleva a Lucas a temer por la vida de Catherine, la novia de Simon. Lucas cree que el fantasma de Simon intentará habitar las máquinas en la fábrica donde Catherine trabaja como costurera con vistas para llevarse a Catherine a la otra vida, matándola a través de la función de la máquina. Lucas se embarca en una misión para salvar a Catherine evitando que vaya al trabajo.
El miedo de Lucas al fantasma de Simon es, al mismo tiempo, un miedo a la Máquina y, a mayor escala, la revolución industrial en Nueva York misma. Las máquinas reemplazan a los humanos, incluso los matan, y la revolución industrial ha disminuido la importancia de cada individuo con el posicionamiento de gente como operadores en su propia gran máquina. A la luz de esto, los miedos de Lucas y la poesía trascendental de Whitman representan la afirmación de la humanidad y la importancia de cada individuo.

## En la cultura popular
La canción, "Other Side" del almbum 'Ta-Dah' de Scissor Sisters está parcialmente basada en "In the Machine", el primer tercio de 'Specimen Days'. Michael Cunningham es uno de los autores favoritos del vocalista de Scissor Sisters, Jake Shears y este recibió una copia por adelantado de Specimen Days. Shears escribió "Other Side" justo después de leerlo.